# Сіняжево
Сіняжево (пол. Siniarzewo) — село в Польщі, у гміні Закшево Александровського повіту Куявсько-Поморського воєводства.
Населення — 341 особа (2011).
У 1975—1998 роках село належало до Влоцлавського воєводства.

## Демографія
Демографічна структура станом на 31 березня 2011 року:
|          | Загалом | Допрацездатний вік | Працездатний вік | Постпрацездатний вік |
| -------- | ------- | ------------------ | ---------------- | -------------------- |
| Чоловіки | 170     | 28                 | 127              | 15                   |
| Жінки    | 171     | 27                 | 101              | 43                   |
| Разом    | 341     | 55                 | 228              | 58                   |